# Saara Chaudry
Saara Chaudry (Toronto, 7 juni 2004) is een Canadese actrice. Ze is vooral bekend van haar rol in de film The Breadwinner waar ze een ACTRA Award heeft gewonnen in de categorie van Beste Stemprestatie, ook was ze een finalist in de 45ste editie van de Annie Awards in de categorie Stemacteren in een Filmproductie en The Curse of Clara: A Holiday Tale waarvoor ze genomineerd was voor de Canadian Screen Award voor beste optreden in een geanimeerd televisieprogramma of serie bij de 5de editie van de Canadian Screen Awards. Ze verscheen ook in de televisieseries Combat Hospital, Degrassi, Max & Shred en Dino Dana

## Filmografie

### Film
| Jaar | Titel                              | Rol           | Opmerkingen          |
| ---- | ---------------------------------- | ------------- | -------------------- |
| 2014 | Isabelle Dances Into the Spotlight | Chloe         | Direct-to-video film |
| 2017 | Reel Women Seen                    | Jonge dochter | Korte film           |
| 2017 | The Breadwinner                    | Parvana       | Stem rol             |
| 2020 | Dino Dana: The Movie               | Saara Jain    |                      |
| 2021 | PAW Patrol: The Movie              | Dochter       | Stem Rol             |

### Televisie
| Jaar       | Titel                               | Rol                                   | Opmerkingen                          |
| ---------- | ----------------------------------- | ------------------------------------- | ------------------------------------ |
| 2011       | Combat Hospital                     | Afgaans Meisje #1                     | Aflevering: "Reason to Believe"      |
| 2011       | Desperately Seeking Santa           | Klein meisje                          | TV Film                              |
| 2013       | Degrassi: The Next Generation       | Madison Grant                         | 3 aflevering; terugkomend            |
| 2014-2016  | Max & Shred                         | Howie Finch                           | Hoofdrol                             |
| 2015       | The Curse of Clara: A Holiday Tale  | Vickie                                | Stemrol                              |
| 2015-2018  | Wishenpoof!                         | Violet                                | Stemrol, Amazon Prime serie          |
| 2015-2018  | Odd Squad                           | Olympia / Assistante / Andere Olympia | 5 aflevering; terugkomend            |
| 2017-2020  | Dino Dana                           | Saara Jain                            | Amazon Prime serie                   |
| 2018-2022  | Let's Go Luna!                      | Carmen                                | Stemrol, hoofdrol                    |
| 2018-heden | Holly Hobbie                        | Amy Abbasi                            | Hoofdrol                             |
| 2018-heden | Charlie's Colorforms City           | Violet                                | Stemrol, 13 afleveringen             |
| 2019       | Xavier Riddle and the Secret Museum | Cleopatra                             | Stemrol, aflevering "I am Cleopatra" |
| 2020       | Lockdown                            | Nira                                  | Hoofdrol; YouTube Originals serie    |
| 2021       | Nurses                              | Haarzelf                              | Aflevering "It's Showtime"           |
| 2021-2022  | The Mysterious Benedict Society     | Martina Crowe                         | Terugkomend                          |
| 2022       | Bakugan: Evolutions                 | Callie Dahl, Miss Bliss               |                                      |
| 2022-heden | Daniel Spellbound                   | Shakila Chinda                        |                                      |
| 2023       | The Muppets Mayhem                  | Hannah                                | Hoofdrol                             |

## Awards en Nominaties
| Jaar | Award                              | Categorie                                                   | Titel                              | Resultaat   | Ref.   |
| ---- | ---------------------------------- | ----------------------------------------------------------- | ---------------------------------- | ----------- | ------ |
| 2017 | Canadian Screen Awards             | Best Performance in an Animated Program or Series           | The Curse of Clara: A Holiday Tale | Genomineerd | [ 2 ]  |
| 2018 | Young Artist Awards                | Best Performance in a Voice-Acting Role - Young Artist      | The Breadwinner                    | Genomineerd | [ 3 ]  |
| 2018 | Young Artist Awards                | Best Performance in a Voice-Acting Role - Young Artist      | Dino Dana                          | Genomineerd | [ 3 ]  |
| 2018 | Behind the Voice Actors Awards     | Best Female Lead Vocal Performance in a Feature Film        | The Breadwinner                    | Gewonnen    | [ 4 ]  |
| 2018 | Annie Awards                       | Outstanding Voice Acting in a Feature Production            | The Breadwinner                    | Genomineerd | [ 5 ]  |
| 2018 | Alliance of Women Film Journalists | Best Animated Female                                        | The Breadwinner                    | Gewonnen    | [ 6 ]  |
| 2018 | ACTRA Awards                       | Outstanding Performance - Voice                             | The Breadwinner                    | Gewonnen    | [ 1 ]  |
| 2019 | Canadian Screen Awards             | Best Performance in a Children's or Youth Program or Series | Dino Dana                          | Genomineerd | [ 7 ]  |
| 2019 | Youth Media Alliance               | Outstanding Youth Performer                                 | Dino Dana                          | Genomineerd | [ 8 ]  |
| 2020 | Canadian Screen Awards             | Best Performance in a Children's or Youth Program or Series | Dino Dana                          | Gewonnen    | [ 9 ]  |
| 2020 | Canadian Screen Awards             | Best Performance in a Children's or Youth Program or Series | Holly Hobbie                       | Genomineerd | [ 10 ] |